# 阎学通
阎学通（1952年12月7日—），男，天津人，中國大陸国际关系现实主义学者，清华大学国际关系学系主任、教授、博士生导师，主导建立了道义现实主义国际关系理论。他是较早并明确地在中国国际关系学界提倡定量研究的学者。

## 生平
1982年，阎学通毕业于黑龙江大学，1986年毕业于国际关系学院，获硕士学位；1992年毕业于美国伯克利加州大学政治学系，获博士学位。兼任中日21世纪友好委员会委员、中国和平统一促进会理事、中国联合国协会理事、中国人民外交协会理事、中国军控与裁军协会理事、中国国际关系研究会理事、中美友好协会理事、中国国际问题研究和学术交流基金会理事、中国亚太学会理事、亚太安全合作理事会中国委员会委员、国防大学兼职教授、国家安全委员会高级研究员。

## 論述

### 雙極論
阎学通認為在可見的未來只有中國能挑戰美國的霸權並取而代之，但同理一體的兩面也只有美國可能奪回或干擾中國的霸權之路，也就是在世界霸主的爭奪戰中美互為參賽者，至於其他國家則連參賽的機會都沒有，其他國充其量只能爭奪世界老二、老三的位置，或是區域大國的地位。

### 制度虛偽論
阎認為起決定作用的是領導人不是制度。美國的知識分子普遍相信制度是決定性的，制度能治理國家而非領導人，更深層潛意識則認為制度來治理才具有正義性，其他政治制度都非正義。但是阎發現，川普當選後知識分子集體站出來反對川普，美國政治學會的教授搞一個聯合聲明，號召大家反川普。就是擔心他是美國的一個希特勒把美國的民主制度改了，所以就是説他們下意識的認為領導是能把制度改變的。美國200年競選都沒有過教授出來集體簽字號召反對，這説明就是擔心到了極點了。同時安倍就是在改變日本的制度，改變憲法。
所以所謂法治人治本質是一種偽命題，美日和西方的一些國家已經用自己的政治活動將其證偽，法律制度終究還是由人來解釋、來執行、甚至來改，解釋與執行終究都有巨大的靈活空間，而懂得掌握民粹風潮的話甚至還能將制度改掉，所以說到底世界上都是人治，法治本身只是一種夢想的概念，除非有一天法規制度是由超越人之上的超級電腦或神來執行。

### 反分裂法
在解释中华人民共和国《反分裂国家法》时指出，“领土主权完整”是指的台湾这块地，不是指的台湾人，即这块地不能独立，不是指人不能独立。

## 主要著作
- 《中国国家利益分析》（1996）ISBN 9787201024936
- 《美国霸权与中国安全》（2000）
- 《国际政治与中国》（2005）
- 《国际关系研究实用方法》( 第二版 )(2007)
- 编著《中国崛起国际环境评估》（1998）
- 《中国与亚太安全》（1999）
- 《东亚安全合作》（2004）
- 《国际形势与台湾问题预测》（2005）
- 《东亚和平与安全》（2005）
- 《中国崛起及其战略》 (2005)
- 《中国学者看世界：国际安全》（2006）
- 《中国先秦国家间政治思想选读》（2008）
- 译著《争论中的国际关系理论（第五版）》（2003）
- 《Ancient Chinese Thought, Modern Chinese Power》（2011）[5]
- 《世界权力的转移 —— 政治领导与战略竞争》（2016）
- 《大国领导力》（2020）

## 奖项
| 年份   | 作品                   | 奖项                               | 是否得奖 | 备注 |
| ------ | ---------------------- | ---------------------------------- | -------- | ---- |
| 1996年 | 綜合表現               | 组织部和劳动部“优秀留学回国人员奖” | 獲獎     |      |
| 1998年 | 《中国国家利益分析》   | “第十一届中国图书奖”               | 獲獎     |      |
| 1999年 | 《国际形势与台湾问题》 | 北京市优秀报告一等奖               | 獲獎     |      |
| 2008年 | 《中国崛起国际环境》   | 北京市优秀报告一等奖               | 獲獎     |      |
| 2009年 | 綜合表現               | 第五届北京市高等学校教学名师奖     | 獲獎     |      |